# Éducation jésuite
 (juin 2020).
On appelle éducation jésuite un système pédagogique proactif soutenu par une idéologie humaniste de confiance en l’homme et foi en Dieu tel que développé par la Compagnie de Jésus dans ses institutions d’enseignement au cours des siècles. Une première fois codifié dans le Ratio Studiorum de 1593, il est régulièrement évalué et mis à jour suivant les besoins des temps et des lieux. 

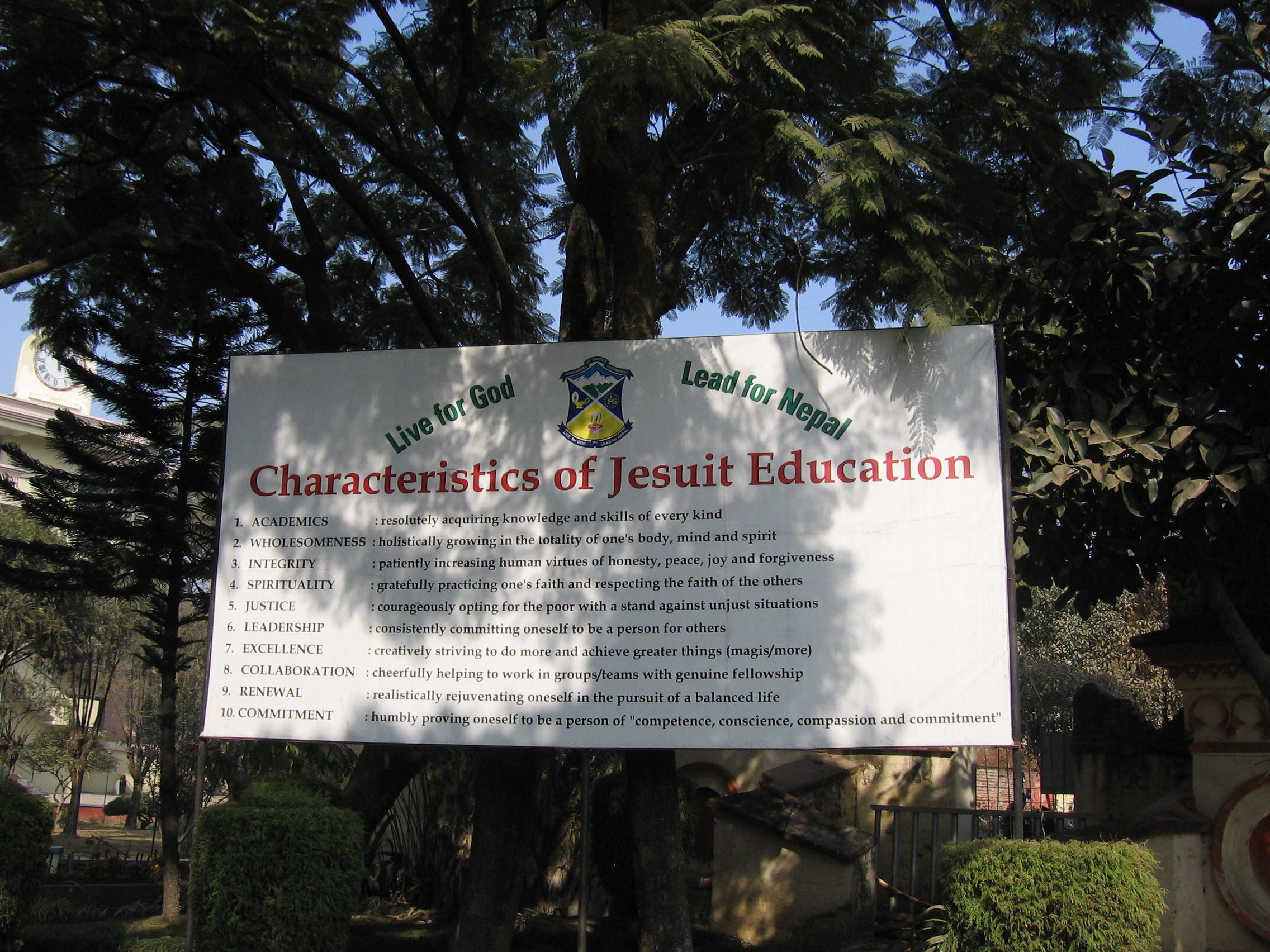
Panneau à l'entrée du collège jésuite de Katmandou (Népal).

## Origine
Bien que tous diplômés de l’université de Paris, Ignace de Loyola et les premiers compagnons, lorsqu’ils fondent la Compagnie de Jésus, ne considèrent pas l’enseignement et l’éducation de la jeunesse comme faisant partie du projet initial. La grande mobilité que souhaite Ignace semble s’opposer au travail quotidien et institutionnel d’un enseignant. 

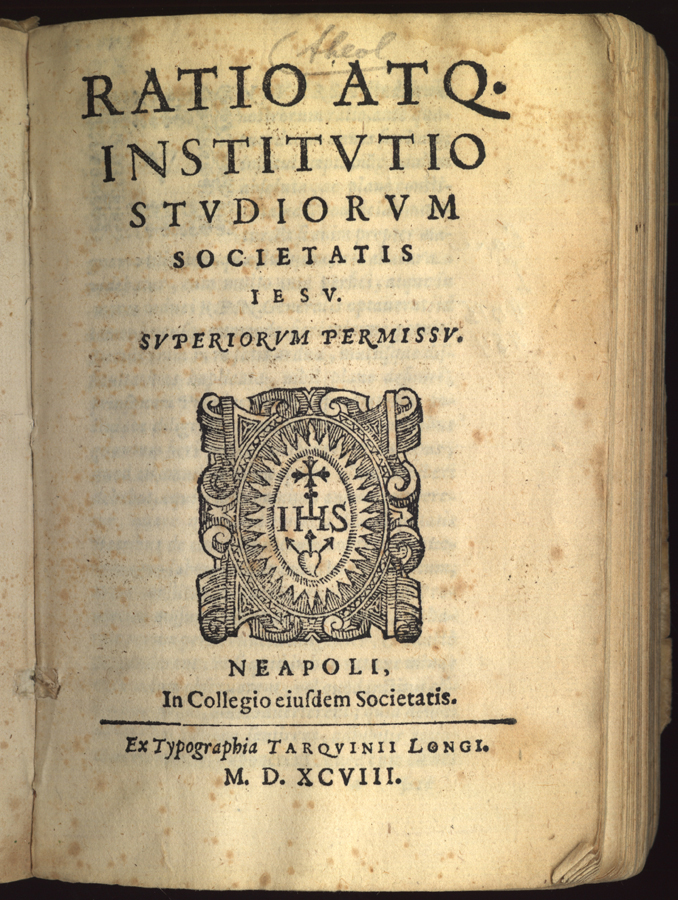
Édition de 1598 de la Ratio Studiorum.

Le succès de la prise en charge d’une école à Goa, décrit par François Xavier dans une lettre de 1542, fait réfléchir Ignace, qui dans sa réponse encourage l’apôtre de l’Orient. De son côté, Claude Le Jay accepte avec l’approbation du fondateur une chaire d’enseignement à Ingolstadt (1544). Il est le premier « professeur » jésuite. En Espagne, de sa propre initiative, le duc de Gandie, François de Borgia, fonde dans sa ville un collège, immédiatement confié aux Jésuites. Il semble de plus en plus clair que l’éducation et la fondation d’instituts d’enseignements sont dans la ligne de la charte de fondation de la Compagnie de Jésus, à savoir « la défense et la propagation de la foi et le progrès des âmes dans la vie et la doctrine chrétiennes » (Const. N°3). Cela passe par la formation humaine et spirituelle de la jeunesse et par la lutte contre l’ignorance religieuse, ce qui sera la tâche des institutions d’enseignement. 
Le premier collège fondé par les Jésuites le fut à Messine en 1548. Il sera suivi du Collège romain (1551), qui deviendra l’Université grégorienne, à Rome. À la mort d'Ignace (1556), la Compagnie de Jésus dirige déjà une quarantaine d’écoles et collèges. Le rapide développement et la multiplication des collèges, partout en Europe et déjà sur quelques autres continents, obligent à coordonner cet effort pédagogique et à définir les principes communs à tous les collèges.
Le supérieur général Claudio Acquaviva crée une commission en 1584 qui rassemble idées et expériences des nombreux collèges (alors au nombre de 245). Le rapport de la commission, définissant les objectifs, moyens et méthodes de l’enseignement jésuite est revu et commenté par les jésuites engagés dans cet apostolat. Il aboutit à un texte définitif qui est discuté et approuvé par la congrégation générale de 1593. Il est promulgué et imprimé en 1598. C’est le Ratio Studiorum (Plan d’études) qui devient comme la charte de l’éducation jésuite. C’est en fait le premier système éducatif que le monde ait jamais vu.
La Ratio Studiorum est revue à intervalles réguliers, s’adaptant à l’évolution des mœurs et mentalités comme aux circonstances de lieux, cultures et personnes. La dernière mise à jour date de 1987. Le texte est publié sous le titre de Les caractéristiques de l’éducation jésuite.

## Caractéristiques et objectifs pédagogiques
Les principes fondamentaux, lignes directrices et objectifs pédagogiques de l’éducation jésuite, tels que décrits dans la dernière révision du Ratio studiorum, sont les suivants :
- L’éducation jésuite prend le monde ambiant au sérieux, aide à la formation intégrale de chaque élève, incluant une dimension religieuse qui pénètre tous les aspects de l’éducation; elle promeut le dialogue entre foi et culture .
- Elle insiste sur le soin et l’attention à donner à chaque élève, l’incitant à être proactif dans son milieu et l’encourageant à l’ouverture à tous, au respect de la vie, et à un progrès qui soit au service de l’humanité.
- Elle est orientée vers l’adoption de valeurs sûres, encourageant une connaissance, un amour et une acceptation réaliste de soi-même, et assure une connaissance tout autant réaliste du monde dans lequel nous vivons.
- Elle propose Jésus-Christ comme modèle de vie humaine et propose une aide pastorale aux élèves. Elle manifeste sa foi religieuse dans une prière, un culte et un service qui sont aussi bien personnels que communautaires.
- Elle est une préparation à un engagement dans la vie active, au service de la foi religieuse intimement liée au travail pour la justice parmi les hommes, et manifeste un souci et amour particulier pour les pauvres et marginaux. Elle cherche à former des ‘personnes-pour-les-autres’.
- Elle recherche l’excellence dans le travail de formation reconnaissant que ce qui est bien et beau vient de Dieu (AMDG).
- Elle insiste sur la collaboration entre tous ceux qui sont engagés dans une œuvre commune d’éducation, et repose sur un esprit de communauté, respectueuse des identités, au sein de chaque institution, y engageant les jésuites, les enseignants laïcs et le cadre administratif, comme les parents, élèves, divers ‘conseils’, anciens élèves et bienfaiteurs. Tout ne repose pas sur le maître, cette collaboration ou coopération caractérise l'enseignement mutuel.
- Elle adapte régulièrement moyens et méthodes dans le but de réaliser plus efficacement ses objectifs et aide à la formation permanente nécessaire, tout spécialement pour les enseignants.

## Critique
L'article « Jésuites » du Nouveau dictionnaire de pédagogie et d'instruction primaire, édité en 1911 sous la direction de Ferdinand Buisson, apporte une lecture particulièrement critique sur cette pédagogie. Le paragraphe de conclusion illustre le sentiment de son auteur, Gabriel Compayré, de ne voir dans cette pédagogie qu'un moyen de propagande religieuse et d'influence politique : « En résumé, plus on voudra former des hommes, plus on aimera dans l'éducation la franchise, dans l'instruction l'étendue et la profondeur ; plus on recherchera la fermeté de la volonté, l'indépendance de l'esprit, la droiture du cœur, et plus l'enseignement des jésuites perdra de son crédit et de son autorité. »